# Tincalayu
La mina Tincalayu está ubicada dentro de la región Puna, en el Departamento de Los Andes, de la Provincia de Salta, exactamente en el límite con la Provincia de Catamarca, en la República Argentina. La región es una planicie de altura, de gran aridez y clima extremo, caracterizada por la presencia de extensos salares. El yacimiento Tincalayu está emplazado en el extremo noroeste del Salar del Hombre Muerto.

## Desarrollo del proyecto
Las primeras actividades de extracción, con metodología prácticamente artesanal sucedieron alrededor del año 1960. Al mismo tiempo, se instaló en Tincalayu la planta de extracción de borax, que era enviado para su procesamiento a hornos de fusión instalados en una planta de bórax en Campo Quijano, a una distancia de casi 400 km del yacimiento. Esta planta tenía una producción regular de 2.000 a 3.000 toneladas anuales.
En mayo de 2014, se inauguró la nueva planta de procesamiento en Tincalayu luego de que se hubiera desactivado la planta de producción de Campo Quijano. Se espera que esta planta tenga una producción de 24.000 toneladas anuales.

## Geología y mineralización
La región Puna es una extensa meseta de características aluviales y salinas, de alrededor de 100.000 km² en el oeste de las provincias argentinas de Jujuy, Salta y Catamarca, a una altitud promedio de 4000 msnm, con estratovolcanes que en algunos casos alcanzan los 6000 m de altitud. Es en esta región geológica donde están concentradas las reservas de boratos de Argentina.
Específicamente, el yacimiento de Tincalayu se encuentra sobre una formación tipo peninsular interna que aflora en el extremo norte del Salar del Hombre Muerto, con lomadas bajas que no superan los 150m de altura por sobre el nivel del salar.
En sus Fichas Técnicas, el Área de Minas de la Facultad de Ingeniería de la Universidad de Jujuy describe el yacimiento:

La masa mineralizada del yacimiento Tincalayu, consistente de un cuerpo de apariencia masiva de boratos. Se deduce para el mismo la forma de un cuerpo originalmente lenticular, depositado sobre basamento salino y cubierto por estratos sedimentarios y vulcanitas, deformado plásticamente por soterramiento y tectónica hasta alcanzar su configuración actual de depósito masivo de boratos con distribución irregular de la mena en función de la posición dentro del depósito. La mineralización consiste principalmente de cuerpos masivos y groseramente estratificados de Bórax cristalino con proporciones variables de ganga y niveles interestratificados de clastitas castañas y toba verde.

## Reservas
Las reservas se estiman en aproximadamente 5.000.000 de toneladas de recurso, de ley promedio 12 % de óxido de boro, (B2O3).